# Miguel Candel Sanmartín
Miguel Candel Sanmartín (Barcelona, 3 de enero de 1945) es un doctor en filosofía, profesor universitario y traductor español.

## Biografía

### Docencia
Miguel Candel obtuvo la licenciatura en Filosofía y Letras en 1967 y un doctorado en Filosofía por la Universidad de Barcelona (UB) en 1976 con una tesis sobre la lógica de Aristóteles. Fue profesor no numerario de Historia de la Filosofía Antigua en la Facultad de Filosofía de la Universidad de Barcelona (UB) desde 1971 hasta 1977 y catedrático de griego de IES hasta 1988. Posteriormente Profesor titular de Historia de la Filosofía Antigua y Medieval en la Facultad de Filosofía de la UB de 1992 hasta 2015.
Fue a su vez director del Departamento de Historia de la Filosofía, Estética y Filosofía de la Cultura de la Universidad de Barcelona de 2004 a 2012. Actualmente es profesor emérito en el Departamento de Filosofía de la misma Universidad.

### Traducción
Además de su carrera docente, ha desempeñado su labor como traductor en la Secretaría General de las Naciones Unidas, en Nueva York, en la Organización de las Naciones Unidas para el Desarrollo Industrial (ONUDI), en Viena, así como en la Comisión Europea, en Luxemburgo.

## Obra

### Traducción
Se ha especializado en filosofía antigua y medieval y ha traducido diversas obras de autores clásicos, especialmente de Aristóteles. Ha estudiado la tradición gnoseológica aristotélica desde la Antigüedad hasta el Renacimiento y su influencia en la filosofía moderna.
- Aristóteles (1982, 1988). Tratados de Lógica. Obra completa. Biblioteca Clásica Gredos, Editorial Gredos. ISBN 978-84-249-1663-3.
  - Volumen I: Órganon I. 1982. ISBN 978-84-249-0232-2.
  - Volumen II: Órganon II. 1988. ISBN 978-84-249-1288-8.
- Aristóteles (1996). Acerca del cielo. Meteorológicos. Biblioteca Clásica Gredos, Editorial Gredos. ISBN 978-84-249-1831-6.
- Aristóteles (2011).  Miguel Candel, ed. Obra completa. Biblioteca de Grandes Pensadores. Editorial Gredos.

1. Volumen I. ISBN 978-84-249-2085-2.
2. Volumen II. ISBN 978-84-249-2124-8.
3. Volumen III. ISBN 978-84-473-7861-6.

#### Otras traducciones (selección)
- Arendt, Hannah (2007). Responsabilidad y juicio. Paidós. ISBN 9788449319938.
- – (2015). Una revisión de la historia judía y otros ensayos. Paidós. ISBN 9788449331640.
- – (2016). Escritos judíos. Paidós. ISBN 9788449332616.
- Bamford, Christopher (2024). Pitágoras y la ciencia sagrada. Cartoné, 464 páginas, colección Memoria mundi 161. Ediciones Atalanta. ISBN 978-84-126014-7-3.
- Kenny, Anthony (2018). Breve historia de la filosofía occidental. Paidós. ISBN 9788449334269.
- Whitehead, Alfred North (2021). Proceso y realidad. Un ensayo de cosmología. Edición corregida y revisada de 1978, cartoné, colección Liber naturae. Ediciones Atalanta. ISBN 978-84-122130-2-7.

### Ensayo
- Metafísica de cercanías (2004)
- Tiempo de eternidad. Reflexiones sobre y desde la filosofía antigua (2013)
- Ser y no ser. Crítica de la razón narcisista (2018)